# Wutzetz

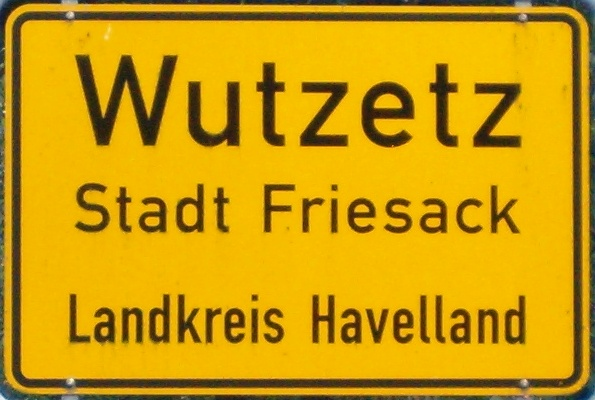
Ortstafel von Wutzetz

Wutzetz ist seit dem 31. Dezember 2002 ein Ortsteil der Stadt Friesack im Landkreis Havelland in Brandenburg, am Nordrand des Rhinluch.

## Ortsname
Wutzetz wurde 1491 als Wotzetz erstmals urkundlich erwähnt. Der slawische Name bedeutet „durch einen Verhau geschützter Ort“ und steht wohl für eine wendische bäuerliche Rundlingssiedlung.

## Nachbarorte
- Nackel – Ortsteil der Gemeinde Wusterhausen/Dosse
- Zootzen – Ortsteil der Stadt Friesack
- Friesack, Stadt
- Dreetz

## Topografie
Der Ort liegt bei den geografischen Koordinaten 52° 48′ N, 12° 35′ O in einer Höhe von 32 m ü. NHN. Es umfasst eine Fläche von 11,91 km² und hat bei 162 Einwohnern (Stand: 31. Dezember 2001) eine Bevölkerungsdichte von 13,6 Einwohner/km². Der Ort liegt abseits größerer Straßen und einer Bahnlinie zwischen der westlich liegenden Bundesstraße 5 und der Landesstraße zwischen Friesack und Nackel im Osten und ist über diese Landesstraße oder eine Zufahrtsstraße von der B5 aus zu erreichen.
Wutzetz liegt sehr abgelegen am Waldrand und dies war schon früher so.
„Als in den Jahren 1806/07 französische Truppen von Berlin auf der alten Heerstraße Richtung Hamburg zogen, fanden sie das Dorf nur durch Zufall – Hundegebell!“

## Kommunikation und Infrastruktur
Wutzetz ist im Rahmen des ÖPNV durch die Havelbus Linie 665 der HVG mit Friesack verbunden. Die postalische Erreichbarkeit der Wutzetzer Bürger wird mittels der Postleitzahl: 14662 und die telefonische Erreichbarkeit mittels der Vorwahl: 033235 sichergestellt.

## Geschichte

### Bronzezeit

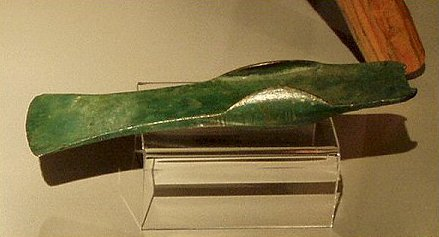
Bronzezeitliches Lappenbeil

Eine Vielzahl von Funden beweisen eine Besiedlung in der mittleren und jüngeren Steinzeit am Nordrand des Rhinluchs auf höherem Gelände gelegener Feldmark. Selbst Feuerstellen konnten neben Werkzeug-, Waffen- und Tonscherbenfunden nachgewiesen werden.
Eine weitergehende Besiedlung der Wutzetzer Feldmark und des Rhinluch belegen bronzezeitliche Funde, wie z. B. ein „Bronzedorf“ von vor ca. 2000 v. Chr. an der Grenze zu Nackel.
„Auf der Gemarkung Wutzetz (in der Mark) sind jüngst [Meldung von 1986] zwei sehr schöne verzierte bronzene Armspangen aus altgermanischer Zeit gefunden worden.“

### Mittelalter
Um 1490 war Wutzetz ein Teil der im Kern reichsunmittelbaren Herrschaft Ruppin unter der Landesherrschaft der Grafen von Lindow-Ruppin.

### 15. bis 17. Jahrhundert
Als offiziellen Gründungszeitpunkt von Wutzetz (auch als Wietzeetz und Wuthses erwähnt) wurde das Jahr 1491 erklärt, dem Jahr der ersten urkundlichen Erwähnung. Es fand ebenso Erwähnung im riedelschen Codex diplomaticus Brandenburgensis von 1847 (Band 7, Seite 58 – Auszüge aus einem von Bredowschen Erbregister v. J. 1541) und von 1859 (Band 17, Seite 414).
Wutzetz ist ein typisches wendisches, genauer polabisches bäuerliches Runddorf. Erbaut wurde es auf einer festen fast kreisrunden Landesausbuchtung am Nordrand des Rhinluch vermutlich im 7. oder 8. Jahrhundert, als nach dem Ende der Völkerwanderungszeit die slawische Besiedlung dieser Region begann.
Das frühe Dorf wird in der Zeitschrift Lieb Heimatland von 1936 wie folgt beschrieben:
„Wutzetz ist eine bäuerliche Siedlung aus der Wendenzeit. Name und Dorfform deuten darauf hin. Als die ersten Ansiedler hier ihre Wohnungen bauten, benutzten sie eine fast kreisrunde Ausbuchtung des festen Landes, die weit in das Eiszeitstromtal vorgeschoben war – und so entstand das Runddorf Wutzetz.“

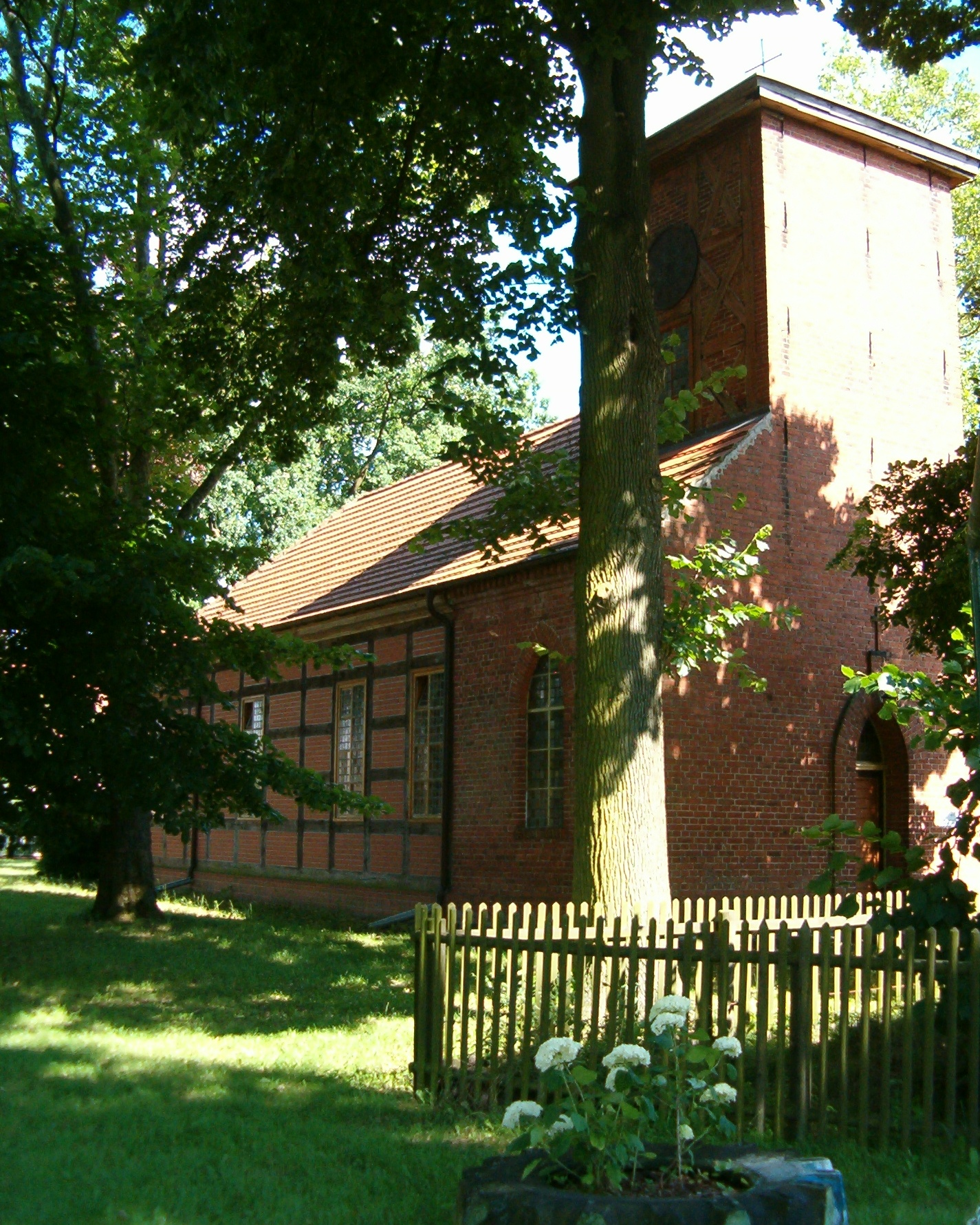
Kirche von Wutzetz

Den Mittelpunkt des Dorfes bildet die aus Fachwerk und Lehm als einfache einschiffige Hallenkirche ohne Turm errichtete Dorfkirche. Der heutige Kirchneubau aus unverputztem Fachwerk mit hohen rechteckigen Fenstern und Turm entstand um 1830 und 1882 erhielt die Kirche eine Glocke.
Das Dorf bestand aus 19 Gehöften, sie bilden einen Ring um den runden Dorfplatz in dessen Mitte die Kirche mit Begräbnisplatz und die Schule stand und so sieht das Dorf unverändert über die Jahrhunderte hinweg immer noch aus. Die einzige Zufahrt zum Dorf war ein von Osten herkommender Zuweg von der abseitigen Landstraße zwischen Nackel und Friesack.
An die Gehöfte schlossen sich die keilförmigen erweiterten Gärten umschlossen von Hecken als einen natürlichen Schutzwall an. Den Gärten folgten dann die Äcker auf den noch bis in die Mitte des 19. Jahrhunderts ein dichter Bestand an alten Eichen, Birken, Eschen zu finden war.
Einen Schulzen, 13 Kossäten und einen Kuhhirten konnte man im Jahre 1540 in Wutzetz antreffen, im Jahre 1624 immerhin schon 19 Kossäten, einen Hirten, einen Hirtenknecht und vier Paar Hausleute.
Während des Dreißigjährigen Kriegs (1618–1648) im Jahre 1638 wurde Wutzetz total zerstört und seine Einwohner wurden entweder erschlagen oder Opfer der Pest.
Im neu angelegten Höfeverzeichnis aus dem Jahre 1687 ist kein Name aus der Zeit vor dem Dreißigjährigen Krieg zu finden. Man darf davon ausgehen, dass die Wutzetzer Einwohner dieser Zeit Nachkommen der Siedler aus Frankreich, Holland, Nordwestdeutschland, der Schweiz und der Pfalz waren. Schließlich holte der Große Kurfürst Friedrich Wilhelm I. (1620–1688) ca. 15.000 Protestanten aus Frankreich – als Hugenotten bekannt – durch das Potsdamer Edikt vom 8. November 1685 und holländische Ansiedler (Flamen) in das menschenarme und verwüstete Land.
Die Herren derer von Bredow zu Friesack, Klessen und Görne hatten von 1491 bis etwa Mitte des 19. Jahrhunderts teils die Herrschaft in Wutzetz. Schon im Jahre 1661 erwarb nämlich der bekannte General-Feldwachtmeister Albrecht Christoph von Quast (* 10. März 1613 in Leddin; † 17. Mai 1669) die zweite Hälfte von Wutzetz. Die Nachfahren, Albrecht jun. von Quast, der Kriegsrat Christian Ludwig von Quast, hielten diese Herrschaft später bis Anfang des 20. Jahrhunderts. Die Familienlinie derer von Quast zu Garz und Vichel stellten also die Gutsbesitzer nun am Ort.
Dadurch gehörte denen von Bredow schon zuvor nur noch ½ Gericht Patronat, sowie ein Rittergut, acht Bauern, ein Kossät und eine halbe Kruganlage.

### 19. Jahrhundert
Um die Jahrhundertwende zählte man in Wutzetz 22 Feuerstellen und 17 Ganzkossäte, zwei Halbkossäte und sieben Einlieger ohne Hufschlag bewirtschafteten die umliegenden Felder.
| Im Jahre 1827 verklagten Wutzetzer Landwirte den Grafen von Bredow auf Wagenitz auf Gestellung von Reparaturholz für ihre Gehöfte. Seinerzeit hätten beim Verkauf des Dorfes Wutzetz im Jahre 1431 der Verkäufer – ein Herr von Wuthenow auf Segeletz – und der Käufer – der Graf von Bredow – in dem Kaufvertrag die freie Lieferung von Bauholz zu Reparaturzwecken festgeschrieben. Leider konnten die Wutzetzer das nicht beweisen, da die Akten über den Verkauf nicht vorgelegt werden konnten. Und so wurde die Klage abgewiesen. |

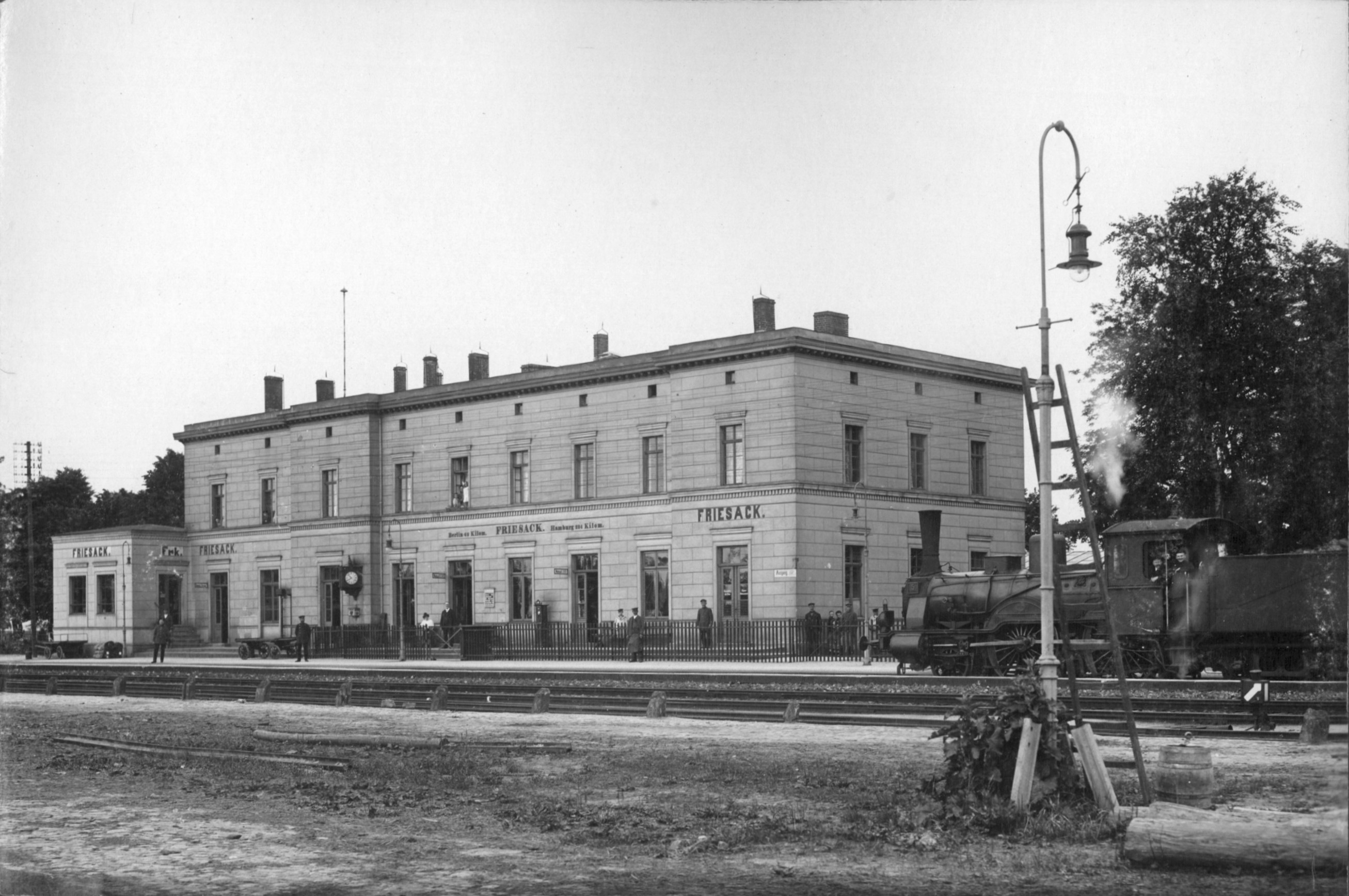
Bahnhof Friesack, ca. 1900

Im Jahre 1840 bestand Wutzetz aus zwei Rittergütern ohne Gehöfte und 32 Wohnhäusern. Im Jahre 1842 wurde mit dem Bau der Berlin-Hamburger Straße der heutigen Bundesstraße 5 begonnen, obwohl diese an Wutzetz vorbeiführt, verbesserte sich durch sie die Anbindung nach Friesack und Wusterhausen/Dosse, sowie Neustadt (Dosse). 1844 begann der zunächst eingleisige Bau der Eisenbahnstrecke Berlin-Hamburg, die den Ort ebenso nicht berührt. Sie zog trotzdem Arbeitskräfte nach Wutzetz, die in zahlreichen neugebauten kleinen Häusern unterkamen. Mit dem Bau eines Chausseehauses, eines Gasthauses und zweier Bahnwärterhäuser im Jahre 1860 setzte sich der Ausbau des Dorfes fort. Etwa 1860 wird mit dem Leutnant August Graf Bredow letztmals ein Gutsherr seiner Familie in Matrikeln nachgewiesen. Zeitgleich gehören Herrn von Quast das Gut II und III. Das um 1880 veröffentlichte erstmals publizierte Generaladressbuch der brandenburgischen Rittergutsbesitzer bestätigt die Daten zu Wutzetz. Die Rittergüter II und III gehören zum Gutskomplex von Quast-Garz.

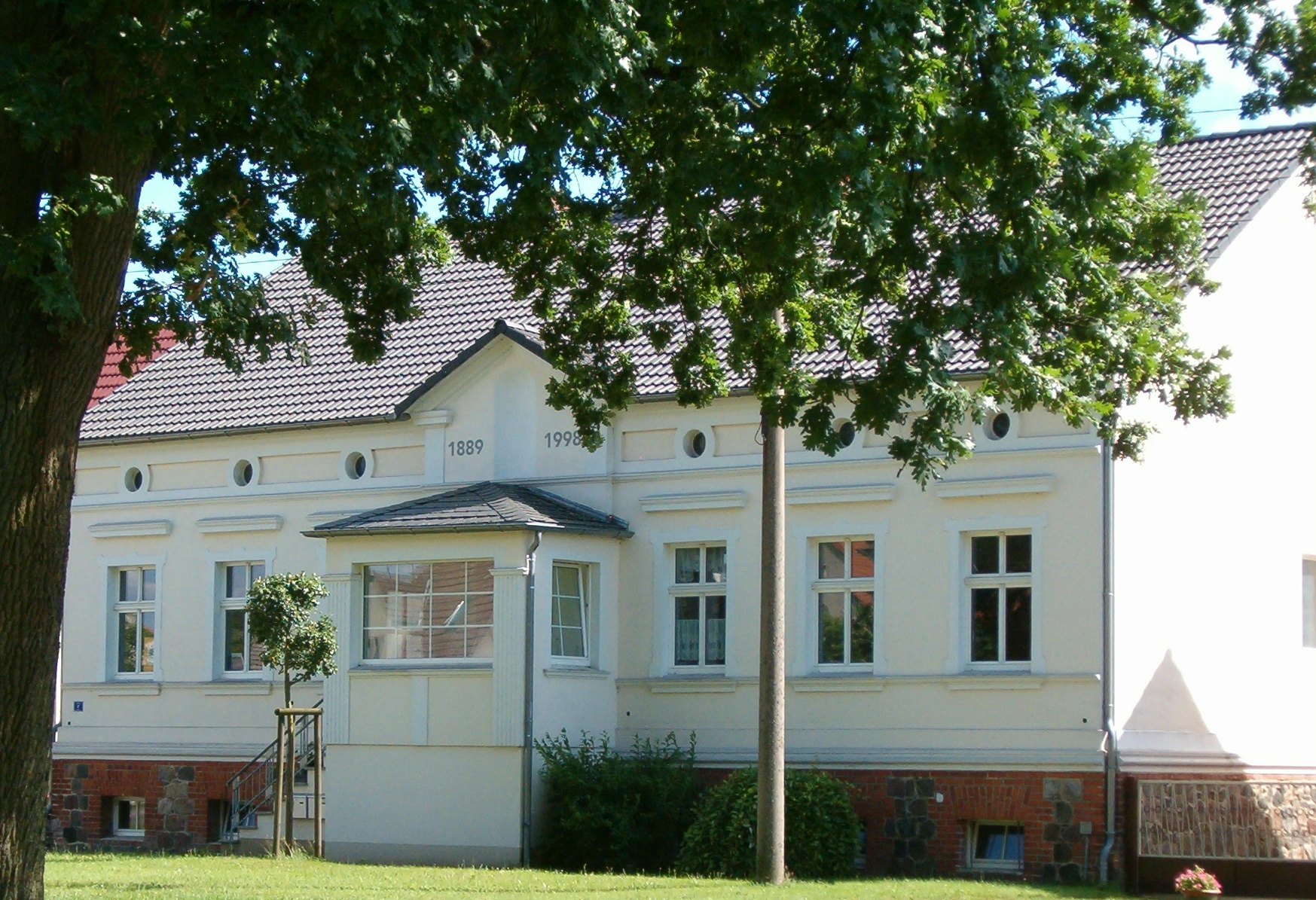
Bauernhaus, erbaut 1889 nach dem Brand

Im eisigen Winter des Jahres 1888 waren 28 Gebäude in Wutzetz nach einem Feuer in der Nacht vom 5. zum 6. November zerstört, man vermutete Brandstiftung doch die wahre Ursache wurde nie geklärt. Mit 24 Feuerspritzen kamen die umliegenden Dörfer zu Hilfe, aber die Wutzetzer und ihre Helfer konnten das Feuer nicht wirksam bekämpfen. Der Frost war in dieser Nacht ein Verbündeter des Feuers, da selbst das Wasser in den Spritzen gefror. Die Hilfe der Nachbardörfer ging über die Nacht von 5. zum 6. hinaus, es wurden Kleidung und Lebensmitteln gesammelt und Teile des Wutzetzers Vieh untergestellt. In den sich anschließenden Wintermonaten 1888/1889 wurde mit den Aufräum- und Wiederaufbauarbeiten begonnen. Die Hofstellen wurden – um einen größeren Abstand zwischen den Gebäuden zu erreichen – zurückverlegt und damit vergrößert, die Gebäude neu, massiv und mit Ziegeldächern errichtet. Noch heute prägt dieser Wiederaufbau nach einem Bebauungsplan des Amtsvorstehers aus Segeletz die Dorfansicht.
1891 gab es in Wutzetz 9 Bauern einschließlich des Schulzen – diese bewirtschafteten Flächen zwischen 40 und 50 ha, einen Hofstellenbesitzer (24 ha), einen Müller (13 ha), einen Rentner und einen Altbesitzer.

### 20. Jahrhundert bis heute

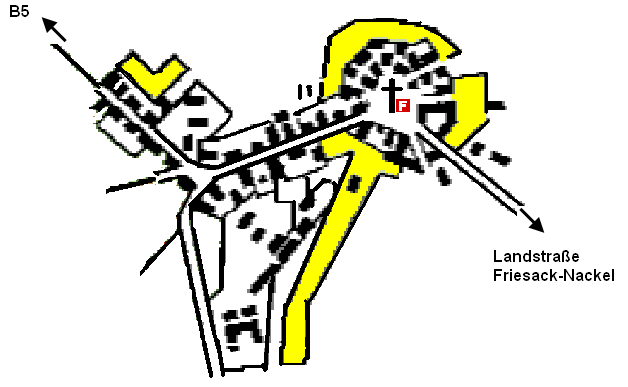
Rundling Wutzetz heute

1914 ist Hans Henning von Quast-Vichel der Besitzer des Gutes Wutzetz. Deren Größe umfasst nur noch 108 ha und erfährt in der Deklaration keine Unterteilung mehr in Gut II und III, wird auch nicht mehr als Rittergut bezeichnet. Von Quast-Vichel wurde später unter anderem Komtur des Johanniterordens.
Seit 1923 besteht am Ort kein eigentlicher Gutsbesitz mehr namentlich. In Wutzetz sind neun Hofbesitzer gemeldet mit einem durchschnittlichen Besitz von über 35 ha Land. Jahre 1928 wurde aus der Gemeinde Wutzetz die Gemeinde Wutzetz-Damm durch die Vereinigung mit den Damm I und Damm II. Ein Jahr danach bestanden im Ort noch das 32 ha große Hof des Theodor Ribbe und der 50 ha Gut von Georg Brockmann.
1944 setzte sich die Wutzetzer Betriebsfläche von 1705,67 ha wie folgt zusammen:
1. 816,3 ha Ackerland
2. 11,61 ha Gärten
3. 283,63 ha Wiese
4. 218,63 ha Weide
5. 228,93 ha Wald
6. 6,03 ha Ödland und Unland
7. 140,52 ha andere Grundstücke

Während der Bodenreform 1946 wurde 509 ha landwirtschaftliche Nutzfläche an 82 Siedler-Neubauern aufgeteilt.
| Im Jahre 1953 beschloss die Gemeindevertretung den Antrag: „Infolge Umlegung der Gemeinde Wutzetz-Damm in den Kreis Kyritz sind die verkehrsmäßigen sowie wirtschaftlichen Nachteile in einem Maße ungünstig zum Ausdruck gekommen, daß ein Weiterverbleiben in dem Kreisverband Kyritz der Gemeinde und seinen Einwohnern nicht mehr zugemutet werden kann. Es wird daher die Umlegung der Gemeinde Wutzetz-Damm aus dem Kreisverband Kyritz in den Kreis Nauen beantragt.“ Anfang des Jahres 1956 erfolgte diese Umlegung. |

Zwischenzeitlich war aus der Gemeinde Wutzetz-Damm wieder die Gemeinde Wutzetz entstanden, da der Ortsteil Damm in die Gemeinde Zootzen eingegliedert wurde.

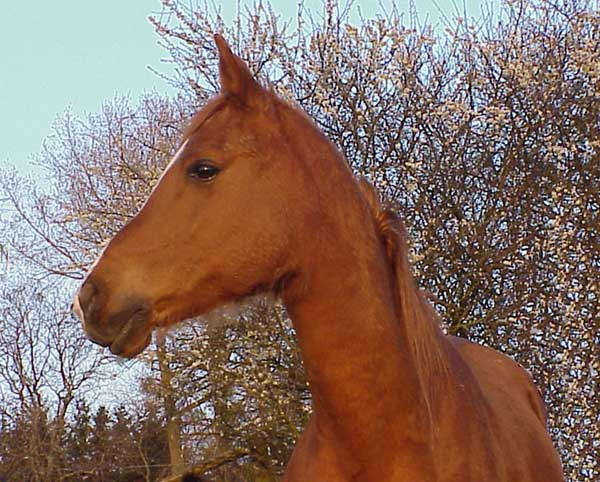
Shagya-Araber

Ölsuche: Anfang der 1960er Jahre bohrte man auf der Mesche und im Wald von Wutzetz erfolglos nach Öl.
Ein vorläufiges Ende der Umstrukturierung der Landwirtschaft in Wutzetz erfolgte 1957 mit der Gründung der LPG „Roter Oktober“ (Typ III) und der LPG „Märkische Heide“ (Typ I), welche sich 1967 der LPG „Roter Oktober“ anschloss. In der Mitte der 1970er erfolgte eine weitere Umgliederung der LPG und so entstand 1978 die LPG Pflanzenproduktion Friesack, Vietznitz, Wutzetz.
Im schneereichen und kalten Winter 1979 war Wutzetz eingeschneit, die Versorgung der Einwohner mit Lebensmitteln gestaltete sich schwierig und erfolgte per Pferdeschlitten. Nur die Kinder erfreuten sich am vielen Schnee, denn ohne Schulbus keine Schule und da der Schneepflug die Beräumung der Straße vom Schnee nicht mehr schaffte, fuhr folglich kein Schulbus.
Heute nach dem Ende der Ära „LPG“ wird die Landwirtschaft überwiegend zu Gunsten eines naturnah ausgeübten Pferdesports und der Pferdezucht genutzt, wie zum Beispiel der Zucht von Shagya-Araber auf dem Shagya-Araber-Gestüt Eichenhof.

#### Kriegsgefangene in Wutzetz
Fast in Vergessenheit geraten ist ein Dunkles Kapitel der Geschichte von Wutzetz von 1943 bis 1945 gab es hier ein Kriegsgefangenenlager für Offiziere (Oflag 8).
Mit Beginn des Zweiten Weltkrieges im Jahre 1939 wurde das Arbeitsdienstlager des RAD zum Gefangenenlager für polnische und später für sowjetische Kriegsgefangene bis 1943 daraus das Oflag 8 entstand.
Bereits während des Ersten Weltkriegs gab es Kriegsgefangene in Wutzetz.
| Der Lehrer Zelzer berichtet in der Schulchronik auch über Gefangene des Ersten Weltkrieges in Wutzetz. Auf Antrag der Gemeinde kamen im Februar und März 1916 Kriegsgefangene zur ländlichen Arbeitsleistung ins Dorf. Zuerst kamen 8 Russen und dann 9 Franzosen, im letzten Kriegssommer noch 3 Engländer, darunter 2 Buren aus Kapland. Die Kriegsgefangenen waren gemeinsam im Saale des Gasthofes von Frau Knoop untergebracht, von dort aus gingen sie jeden Morgen zur Arbeitsstelle bei den einzelnen Besitzern und abends kehrten sie dann in die „Baracke“ (Lager), wie sie es nannten, zurück. Hier wurden sie von einem Landsturmmann bewacht. Im Saale lebten die Gefangenen verträglich und gemütlich in den arbeitsfreien Stunden und sonntags beieinander. Durchweg waren die Gefangenen fleißige Arbeiter und in ihrem Auftreten bescheiden und jederzeit anständig und höflich. Als Arbeitslohn erhielt der gefangene täglich 30 Pfennig und nach Abschluss des Waffenstillstandes 1918 1,25 Mark. Der Arbeitgeber erhielt vom Staat als Kostgeld 60 Pfenning/Tag. Die Saalmiete hatten die Arbeitgeber zu tragen. Nach Kriegsende verließen zuerst die Engländer, kurz vor weihnachten die Franzosen das Dorf. Dass die Gefangenen mit ihrer Behandlung zufrieden waren, geht aus Briefen hervor, die sie nach ihrer Abreise an die hiesigen Arbeitgeber richteten, in welchen sie ihren Dank für die gute Aufnahme und Behandlung abstatteten. Die Russen konnten erst im Jahre 1919 heimkehren. |

### Demografische Entwicklung
Der Ort hatte 2001 insgesamt 162 Einwohner. Die geringste Einwohnerzahl hatte Wutzetz am 31. Dezember 1994 mit 149 Einwohnern gegenüber 723 Einwohnern (darunter vielen Flüchtlingen) am 21. Oktober 1946 und 403 Einwohnern am 16. Juni 1925.
- 1786 - 156 Einwohner
- 1800 - 191 Einwohner
- 1895 - 289 Einwohner
- 1964 - 201 Einwohner
- 1995 - 154 Einwohner

## Die Kirche

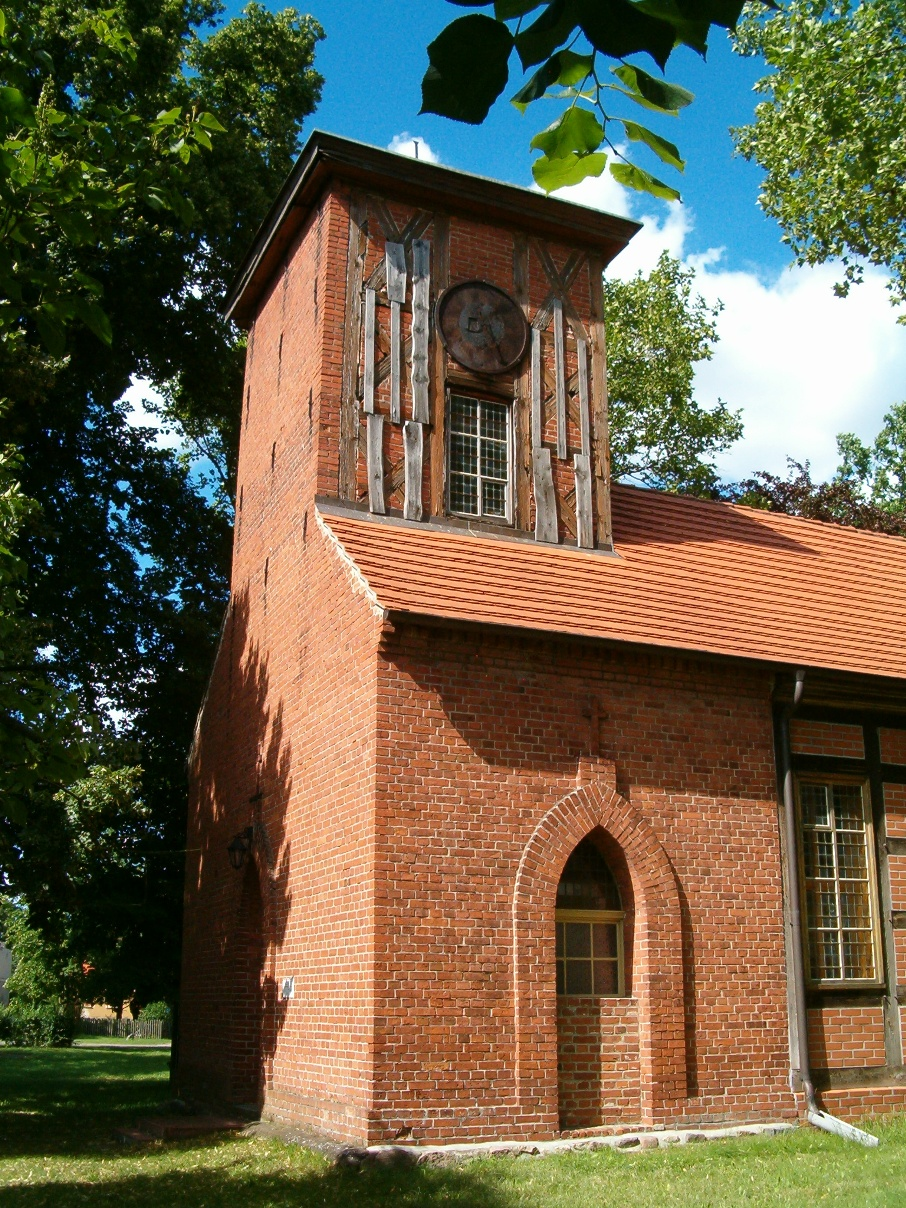
Der Turm, Anbau von 1882

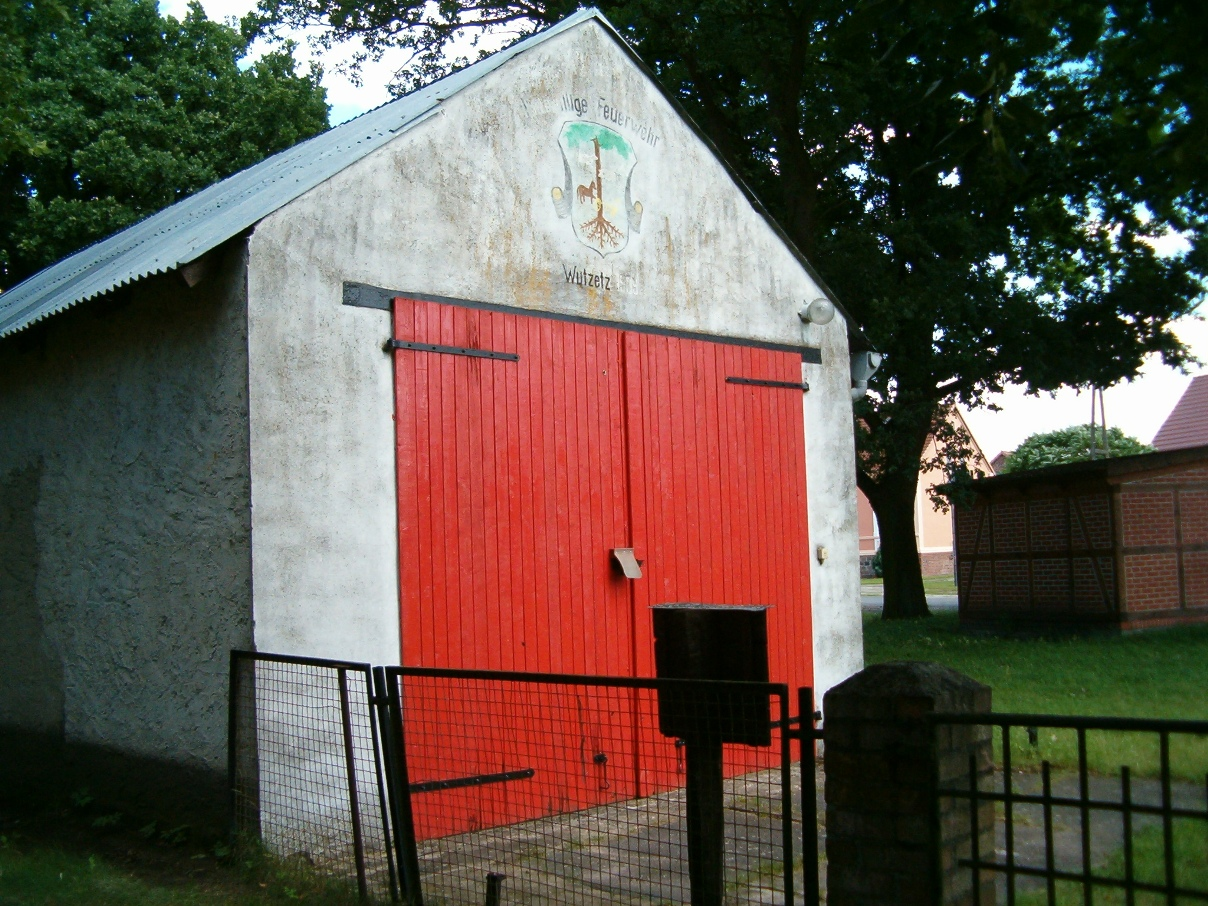
Feuerwehrhaus der Freiwilligen Feuerwehr neben der Kirche

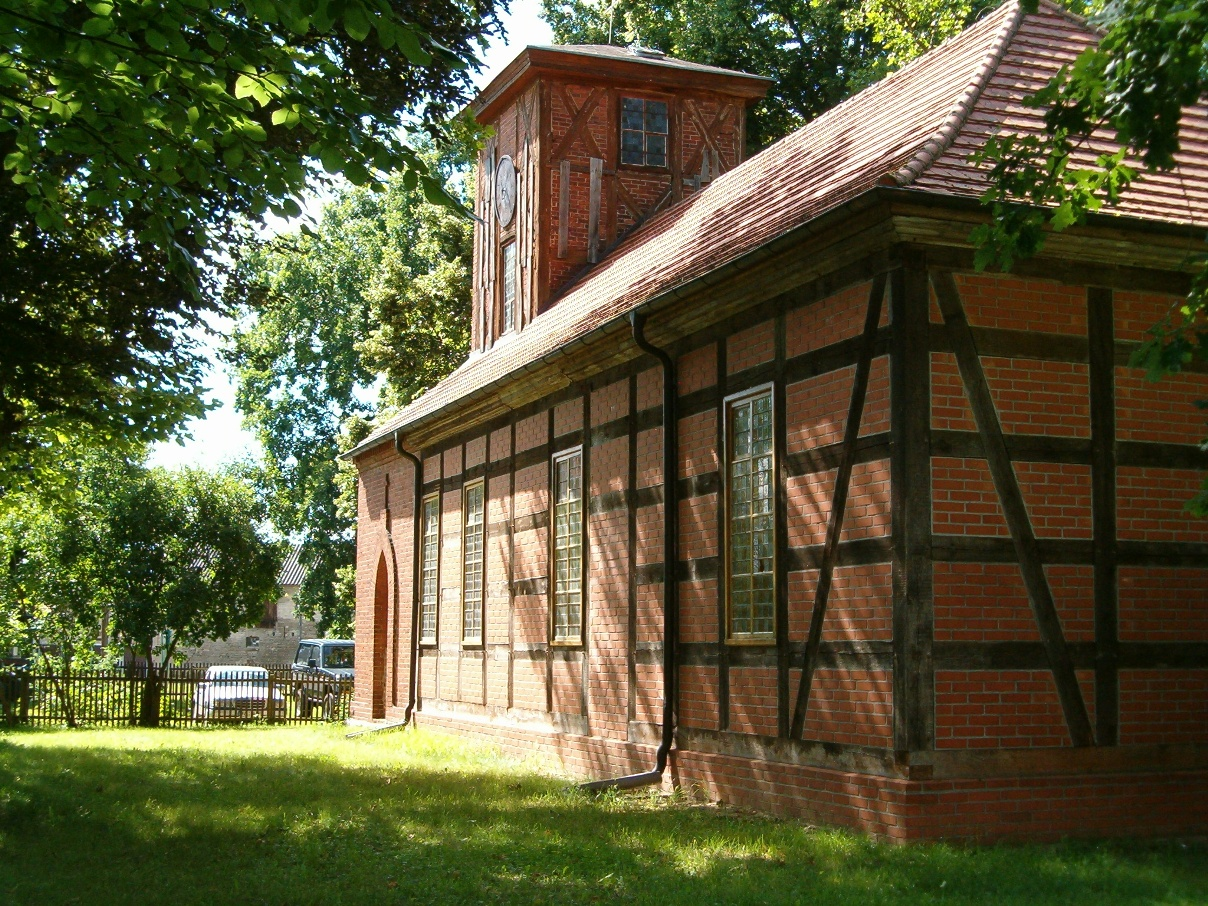
Seitenansicht der Kirche von Wutzetz

Den Mittelpunkt bei der Gründung des Dorfes Wutzetz bildet die aus Fachwerk und Lehm als einfache einschiffige Hallenkirche ohne Turm errichtete Dorfkirche. Zur Zeit der Gründung des Dorfes hatte jedes noch so kleine Dorf eine Kirche, Wutzetz als kleines und armes Dorf konnte sich halt nur eine kleine niedrige Kirche mit einem Glöckchen auf einen gesonderten Glockenstuhl vor der Kirche leisten.
Im riedelschen Codex diplomaticus Brandenburgensis von 1847 (Band 7, Seite 285/286) wird Wutzetz als arme Filial von Nackel beschrieben. Wutzetz war nie Pfarrdorf, sondern ein typisches Kirchdorf, in dem der Pfarrer von Nackel 14-täglich einen Gottesdienst abhielt. Mit der Aufhebung der Pfarrstelle in Nackel 1975 gehört Wutzetz zum Pfarrsprengel Friesack / Kirchenkreis Nauen-Rathenow.
Von 1680 bis 1698 wurde die Kirche, nach dem Wutzetz im Dreißigjährigen Krieg abgebrannt war, vermutlich neu errichtet, da es aus dieser Zeit zwei Kennzeichenleuchte aus Zinn gibt. 1751 stifteten die Patrone der Kirche eine Glocke. Das Patronat übten derer von Bredow und ab 1661 zu je ½ derer von Bredow und derer von Quast aus. Um 1830 entstand der heutige Kirchenbau aus unverputztem Fachwerk mit hohen rechteckigen Fenstern als Neubau, welcher 1882 einen Turm als Anbau und Platz für die Glocke erhielt. Das schwere eiserne Turmkreuz musste im April 1918 entfernt und durch eine schlichte Wetterfahne ersetzt werden, da es bei einem Orkan im November 1917 zur Ostseite umgedrückt wurde.
Im Jahre 1964 wurde auf Grund von Regenwasserschäden am Holz die gesamte Turmspitze abgenommen und durch ein Flachdach mit einfachem Holzkreuz ersetzt. Die Inneneinrichtung wie der Kanzelaltar, die Kirchenplätze für die Patrone und die Gedenktafel für die Gefallenen von 1813, 1864 und 1870/71 fielen dem Holzwurm zum Opfer und mussten entfernt werden. Seitdem gaben ein einfacher massiver Altartisch mit einem von der Decke herabhängenden Kreuz und einem hölzernen Ambo als Kanzel dem Kircheninneren einen nüchternen Anblick.
„Im Jahre 1992 mußte die Kirche – die drittälteste Fachwerkkirche Brandenburgs – wegen Baufälligkeit geschlossen werden, der Gottesdienst wird seitdem im Feuerwehrraum gehalten.“ 1994 wurde mit dem Erhalt der Kirche durch Außenerneuerung begonnen, gefördert durch die regionale Sparkasse – wie ein Schild neben den Eingang der Kirchen erkennen lässt.
1541 bestand die Kirchengemeinde aus einem Küster und 44 Kommunikanten. Das Amt des Küsters übte der Lehrer aus. Somit oblag dem Lehrer das Läuten der Glocke, welches nach damaligem Brauch morgens um 6 Uhr, mittags um 12 Uhr und abends um 18 Uhr, zu Beginn des Gottesdienstes und bei Gefahr (Feuer, Krieg) erfolgte. Hierbei erhielt der Lehrer jedoch meist Unterstützung durch die älteren Schüler, die das Läuten der Glocken übernahmen. Der Lehrer leitete des Weiteren den Chorgesang der Kinder, auf den die Wutzetzer nicht verzichten wollten. Zur Küsterei gehörte einige Flurstücke, ausreichend Land zum Halten einer Kuh, Schweinen und Federvieh. Die Entlohnung des Küsters war gering (1903 - 230 Mark im Jahr). Die Reinigung der Kirche war die Aufgabe des Nachtwächters.

## Trivia
Am 3. April 1935 wurde in Wutzetz der mehrfache Kindermörder Adolf Seefeld, ein hausierender Uhrmacher, festgenommen.